# Louis Schaub
Pour les articles homonymes, voir Schaub.
Louis Schaub, né le 29 décembre 1994 à Fulda en Allemagne, est un footballeur international autrichien, possédant également la nationalité allemande. Il évolue au poste de milieu offensif au Rapid Vienne.

## Carrière

### En club
Schaub a fait ses débuts pour l'équipe senior du Rapid Wien lors de la victoire 3-0 en Championnat d'Autriche de football contre Sturm Graz le 18 août 2012. Le 4 août 2015, Schaub a marqué deux buts, dont le but de la victoire lors d'une victoire inattendue 3-2 pour le Rapid Wien contre Ajax Amsterdam lors des qualifications de la Champions League de l'UEFA,.
Ayant joué pour 1. FC Köln depuis 2018, Schaub a été prêté à l'équipe suisse de Luzern pour la saison 2020-21 de la saison 2020-2021 de Super League. Il a rejoint Hannover 96 lors d'un transfert gratuit en juillet 2022,,.
Après deux ans à Hanovre et après six années loin de l'Autriche, Louis Schaub fait son retour au Rapid Vienne, son club formateur. Il est transféré pour une somme avoisinant les 500 000€, assorti d'un contrat de quatre saisons.

### En équipe nationale
Schaub a été sélectionné dans quatre catégories d'âge différentes pour l'Autriche. Il a fait ses débuts pour Austria U21 lors d'une victoire 1-0 contre Albania U21 le 14 août 2013, dans le cadre des qualifications du groupe 4 du Championnat d'Europe de football des moins de 21 ans 2015 de l'UEFA, en entrant en tant que remplaçant à la 76ème minute.
Schaub a été nommé dans l'équipe senior de l'Autriche pour un match de qualification pour la Coupe du monde de football 2018 contre le Pays de Galles en septembre 2016.

## Statistiques
| Saison                | Club                  | Championnat           | Championnat | Championnat | Coupe(s) nationale(s) | Coupe(s) nationale(s) | Compétition(s) continentale(s) | Compétition(s) continentale(s) | Compétition(s) continentale(s) | Autriche | Autriche | Total | Total |
| Saison                | Club                  | Division              | M.          | B.          | M.                    | B.                    | Comp.                          | M.                             | B.                             | M.       | B.       | M.    | B.    |
| 2012-2013             | Rapid Vienne          | Bundesliga            | 16          | 2           | 1                     | 0                     | C3                             | 0                              | 0                              | -        | -        | 17    | 2     |
| 2013-2014             | Rapid Vienne          | Bundesliga            | 34          | 3           | 1                     | 0                     | C3                             | 10                             | 4                              | -        | -        | 45    | 7     |
| 2014-2015             | Rapid Vienne          | Bundesliga            | 28          | 5           | 3                     | 0                     | C3                             | 2                              | 3                              | -        | -        | 33    | 8     |
| 2015-2016             | Rapid Vienne          | Bundesliga            | 24          | 5           | 2                     | 0                     | C1+C3                          | 4+4                            | 3+1                            | -        | -        | 34    | 9     |
| 2016-2017             | Rapid Vienne          | Bundesliga            | 28          | 5           | 3                     | 1                     | C3                             | 10                             | 5                              | 2        | 0        | 43    | 11    |
| 2017-2018             | Rapid Vienne          | Bundesliga            | 30          | 5           | 4                     | 3                     | -                              | -                              | -                              | 7        | 5        | 41    | 13    |
| Sous-total            | Sous-total            | Sous-total            | 160         | 25          | 14                    | 4                     | -                              | 30                             | 16                             | 9        | 5        | 213   | 50    |
| 2018-2019             | FC Cologne            | 2. Bundesliga         | 27          | 3           | 2                     | 1                     | -                              | -                              | -                              | 3        | 0        | 32    | 4     |
| 2019-2020             | FC Cologne            | Bundesliga            | 9           | 1           | 2                     | 1                     | -                              | -                              | -                              | 2        | 0        | 13    | 2     |
| 2021-2022             | FC Cologne            | Bundesliga            | 27          | 1           | 2                     | 0                     | -                              | -                              | -                              | 7        | 2        | 36    | 3     |
| Sous-total            | Sous-total            | Sous-total            | 63          | 5           | 6                     | 2                     | -                              | 0                              | 0                              | 12       | 2        | 81    | 9     |
| 2019-2020             | Hambourg SV (prêt)    | 2. Bundesliga         | 12          | 0           | -                     | -                     | -                              | -                              | -                              | -        | -        | 12    | 0     |
| Sous-total            | Sous-total            | Sous-total            | 12          | 0           | 0                     | 0                     | -                              | 0                              | 0                              | 0        | 0        | 12    | 0     |
| 2020-2021             | FC Lucerne (prêt)     | Super League          | 33          | 8           | 4                     | 1                     | -                              | -                              | -                              | 8        | 1        | 45    | 10    |
| Sous-total            | Sous-total            | Sous-total            | 33          | 8           | 4                     | 1                     | -                              | 0                              | 0                              | 8        | 1        | 45    | 10    |
| 2022-2023             | Hanovre 96            | 2. Bundesliga         | 25          | 5           | 1                     | 0                     | -                              | -                              | -                              | -        | -        | 26    | 5     |
| 2023-2024             | Hanovre 96            | 2. Bundesliga         | 29          | 3           | 1                     | 1                     | -                              | -                              | -                              | -        | -        | 30    | 4     |
| Sous-total            | Sous-total            | Sous-total            | 54          | 8           | 2                     | 1                     | -                              | 0                              | 0                              | 0        | 0        | 56    | 9     |
| Total sur la carrière | Total sur la carrière | Total sur la carrière | 322         | 46          | 26                    | 8                     | -                              | 30                             | 16                             | 29       | 8        | 407   | 78    |

## Vie privée
Schaub est né dans une famille germano-autrichienne. Sa mère est autrichienne et son père allemand, ce qui lui permet de représenter soit l'Autriche soit l'Allemagne au niveau international. Son père, Fred Schaub, était également footballeur professionnel, ayant passé la majeure partie de sa carrière dans la Bundesliga allemande,. Fred Schaub est décédé en avril 2003 dans un accident de voiture ; Louis était dans la voiture et a survécu à l'accident,. Sa jeune sœur Chiara joue également au football et a représenté l'Autriche au niveau de la jeunesse,,.

## Palmarès
- Rapid Vienne -18 ans
  - Champion d’Autriche des moins de 18 ans en 2011

- Rapid Vienne
  - Finaliste de la Coupe d'Autriche en 2017 (en)

- FC Cologne
  - Champion d'Allemagne de 2. Bundesliga (D2) en 2019